# Parc d'État de Makoshika
Le parc d'État de Makoshika («ma-KO-sh (ih) kuh» du Lakota Maco sica, qui signifie «mauvaise terre» ou «terre de mauvais esprits»)  est le plus grand des parcs d'État du Montana avec plus de 45 km2. Il est situé à l'est-sud-est de Glendive. Le parc comprend des badlands contenant des fossiles de dinosaures et des roches de la formation de Hell Creek. On y trouve des fossiles de dinosaures tels que le Triceratops. En 1997, un fossile de Thescelosaurus a été trouvé à Makoshika par une expédition dirigée par Jack Horner et Bob Harmon. Des oiseaux comme les vautours, les faucons des prairies et les aigles y habitent. 

## Activités et commodités
Le parc comprend un centre d'accueil avec géologie et expositions de fossiles, des routes panoramiques, des sentiers naturels, un terrain de camping, une zone de tir à l'arc, un amphithéâtre et un refuge de groupe. Les événements comprennent la célébration annuelle du «Buzzard Day». 

## Galerie

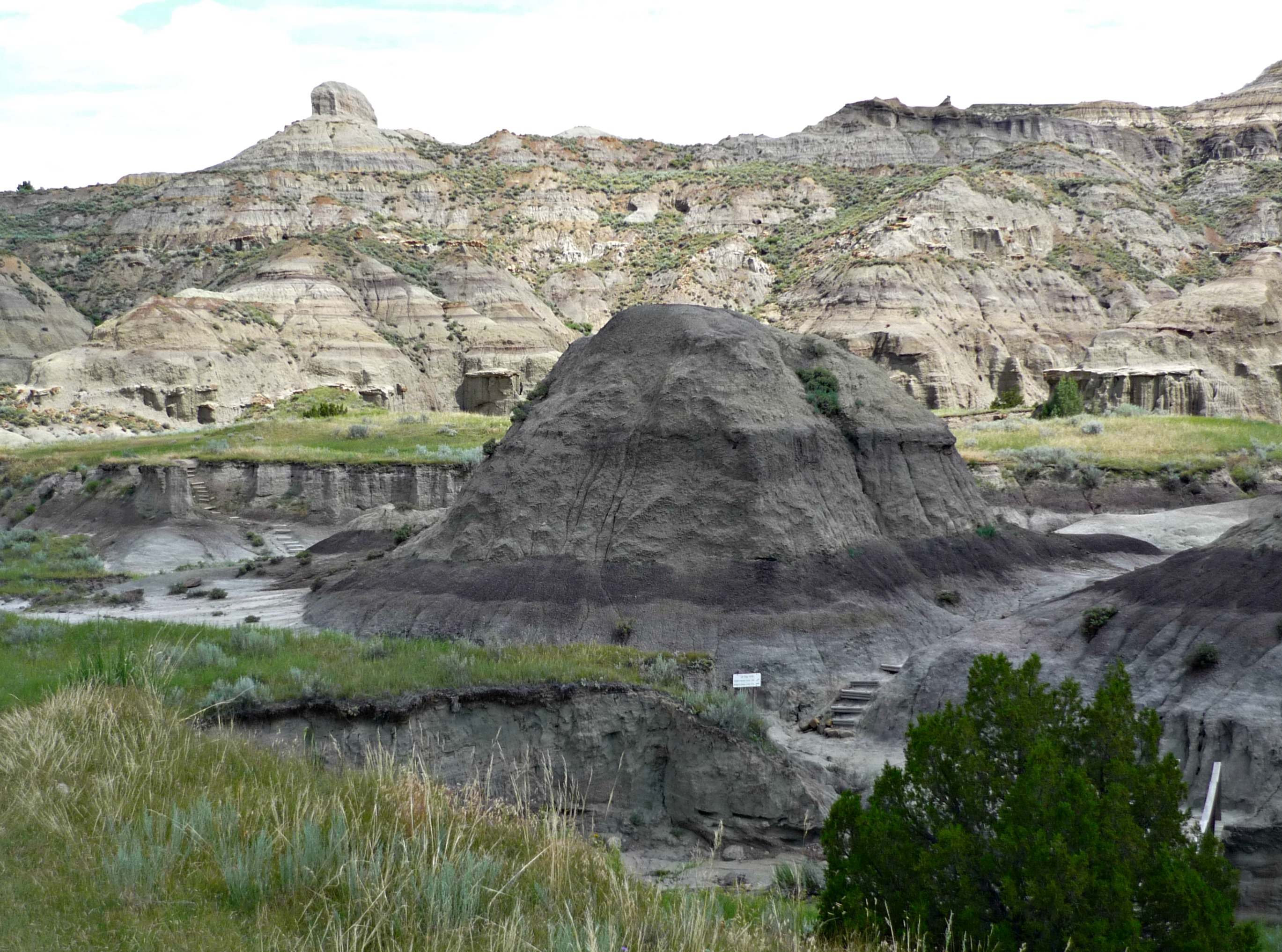
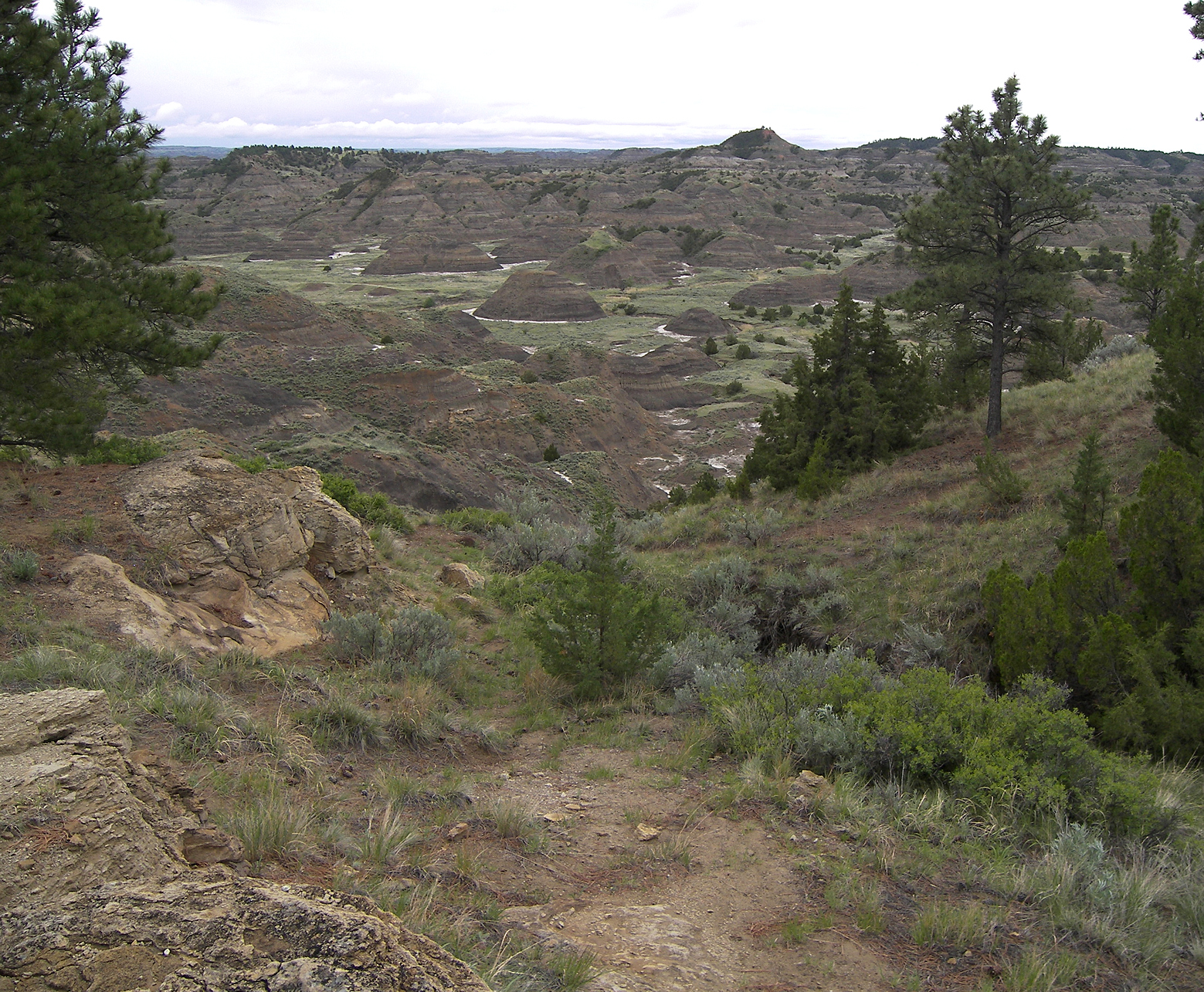
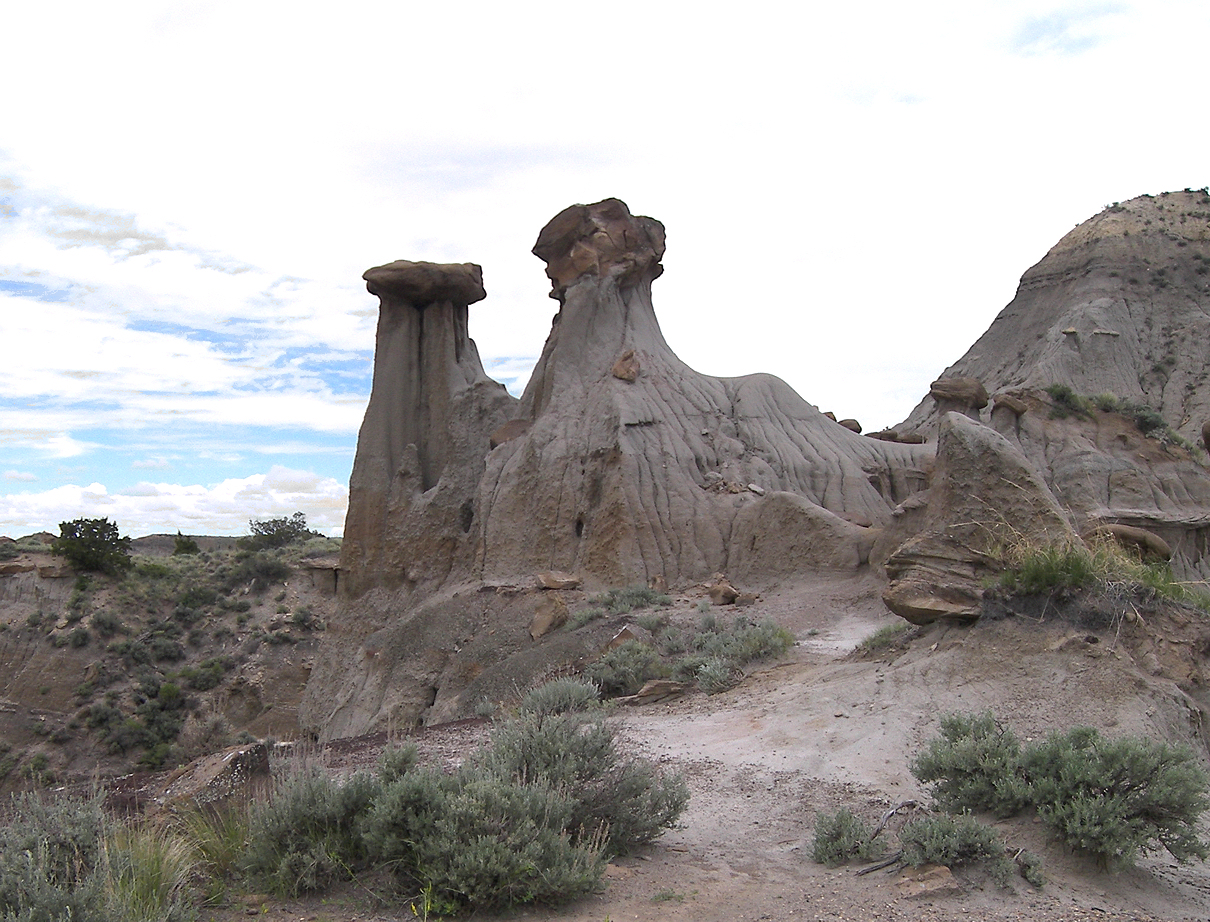
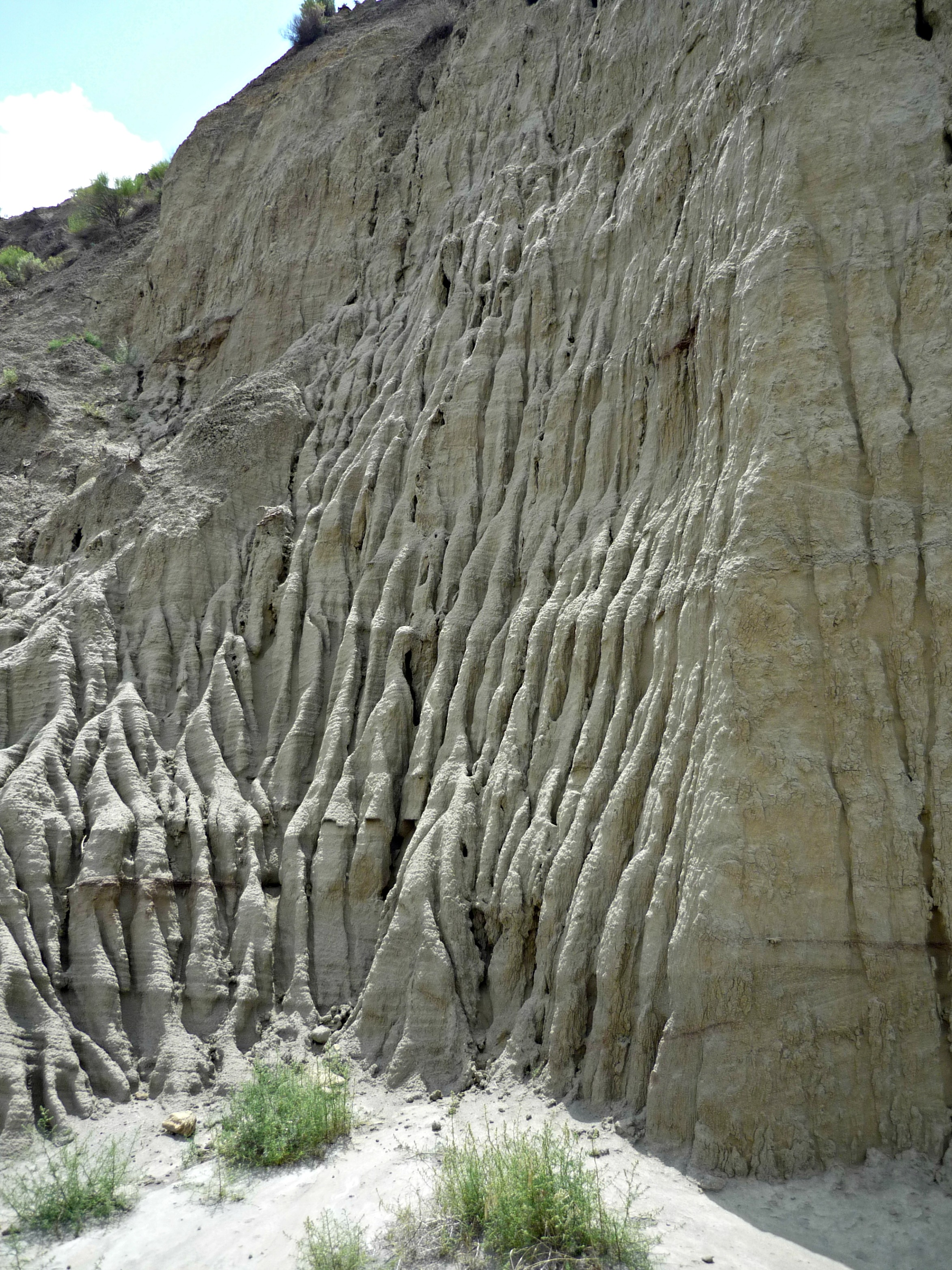